# Cierra Runge
Cierra Runge (ur. 7 marca 1996 w West Chester) – amerykańska pływaczka specjalizująca się w stylu dowolnym, mistrzyni olimpijska i mistrzyni świata w sztafecie 4 × 200 m stylem dowolnym.

## Kariera pływacka
W 2015 roku na mistrzostwach świata w Kazaniu płynęła w wyścigu eliminacyjnym sztafet kraulowych 4 × 200 m. Otrzymała złoty medal po tym, jak reprezentantki Stanów Zjednoczonych zajęły w finale pierwsze miejsce. Startowała też w konkurencji 400 m stylem dowolnym, ale nie zakwalifikowała się do finału i z czasem 4:07,97 min zajęła dziewiąte miejsce.
Rok później, podczas igrzysk olimpijskich w Rio de Janeiro startowała w eliminacjach sztafet 4 × 200 m stylem dowolnym. Zdobyła złoty medal, kiedy Amerykanki uplasowały się w finale na pierwszym miejscu.